# Sennefer (maire de Thèbes)
Pour les articles homonymes, voir Sennefer.
Sennefer est un des grands personnages du règne d'Amenhotep II (XVIIIe dynastie). Frère du vizir Amenemopet, il fait partie d'une famille de grands dignitaires de l'entourage royal. 

## Généalogie
Sennefer est connu notamment pour avoir été le maire de Thèbes et l'intendant du harem royal. Grand administrateur, il cumulait plusieurs charges, civiles et pour le temple d'Amon.
Une inscription de sa tombe nous éclaire sur son important parcours :
« J'ai atteint l'état de vénérable en même temps que la vieillesse auprès du roi. Je suis le confident du Seigneur du Double Pays. Je suis bénéfique et le roi le sait, il sait que j'ai accompli des actes utiles dans les fonctions qu'il m'a assignées ; après avoir cherché sur tous les chemins, il n'a trouvé de ma part aucune action vile. J'ai été loué à cause de ce que j'ai fait. Ainsi m'a-t-il promu le plus élevé des supérieurs, grand chef dans la Ville du Sud, intendant du double grenier d'Amon, intendant des champs d'Amon, intendant des jardins d'Amon, grand prêtre d'Amon dans Héliopolis. »
Il est marié à Méryt (« L'Aimée ») qui portait le titre de « nourrice royale qui élève le corps divin », mais plusieurs autres noms d'épouses sont inscrits dans sa tombe. Sennefer ne semble par avoir eu de fils, mais il avait au moins deux filles, Mout-Néfertari dite Néfertari et Senet-Néfret, chanteuse d'Amon, et un petit-fils par l'une des deux.

## Sépulture

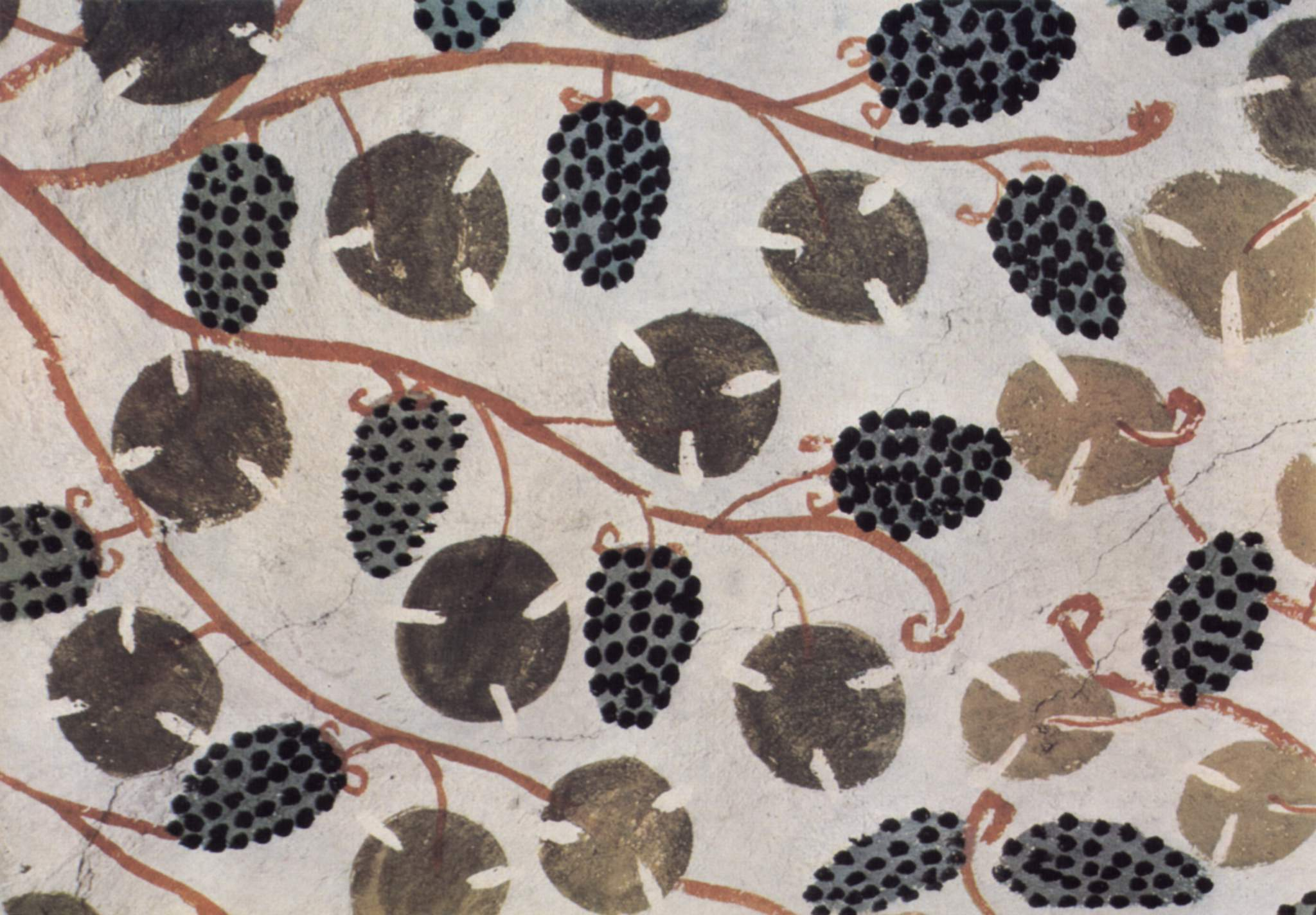
Fresque des vignes au plafond de la tombe de Sennefer à Cheikh Abd el-Gournah.

La tombe de Sennefer à Cheikh Abd el-Gournah, que l'on appelle souvent « la tombe aux vignes », porte le numéro TT96 et se situe non loin de celle de son frère.